# Łanczyn
Łanczyn (ukr. Ланчин) – osiedle typu miejskiego w rejonie nadwórniańskim obwodu iwanofrankiwskiego, założone ok. 1050. 
Znajdują tu się przystanki kolejowe Łanczyn i Sedzawka, położone na linii Kołomyja – Delatyn.

## Historia
W II Rzeczypospolitej miejscowość była siedzibą gminy wiejskiej Łanczyn w powiecie nadwórniańskim województwa stanisławowskiego.
W Łanczynie urodzili się m.in. kardynał, Prymas Galicji i Lodomerii Michał Lewicki (1774), Stanisław Krzyształowski (1903), Zbigniew Horbowy (1935).

## Zabytki
- zamek[5]